# Infantes da Piedade
Grêmio Recreativo Escola de Samba Infantes da Piedade foi uma agremiação carnavalesca  do cidade do Rio de Janeiro, fundada a 1 de janeiro de 1966. Originária do bairro da Piedade, a entidade peregrinou por diversos bairros da região, até restabelecer-se novamente em seu bairro de origem.
Fundada como bloco de enredo, chamou-se GRBC Infantes da Piedade até sua transformação em escola de samba, em 1998. Desfilou como escola de samba durante 13 anos, até ser rebaixada a bloco enredo, mas não chegou a desfilar novamente como tal. Sua vaga foi cedida para a criação do novo bloco Acadêmicos de Madureira.

## História
O Infantes da Piedade nasceu como bloco de rua em 1940, e apenas em 1966, filiou-se à Federação dos Blocos. Após três décadas, onde obteve resultados considerados expressivos, em meados dos anos 90, começou a transformação em escola de samba. Em 1998 desfilou sem competir, passando por uma avaliação da AESCRJ, obtendo aprovação.
Em meados da década de 2000, chegou a instalar-se no bairro de Quintino, na Rua Manoel da Nóbrega. Em 2009, a escola da Piedade, homenageou o município de Nilópolis, conseguindo o 5º lugar com 156,1 pontos, permanecendo no Grupo Rio de Janeiro 4 (antigo E) para 2010. Ainda em 2009, mudou-se para o Galpão Chuchu, na Rua Piauí, Engenho de Dentro, até que no carnaval de 2010, já se encontrava novamente em Piedade, com sede na Avenida Suburbana.
Em 2011, a Infantes terminou na 12º colocação no Grupo E, com o enredo Que Rei Sou Eu?, sendo a última colocada e acabou rebaixada para o desfile do Grupo I dos blocos de enredo. Desfilaria em 2012, no sábado de Carnaval. Nesse ano  houve a renúncia do presidente, e uma total mudança administrativa. Sandro Avelar tornou-se presidente de honra, Serginho Harmonia, o presidente e Diego Chocolate o vice. Naquele ano, a escola, que reeditaria um enredo do Império Serrano, acabou não desfilando, e foi rebaixada novamente, desta vez para o Grupo II dos blocos. Serginho renunciou e seu vice Diego assumiu o seu lugar para 2013, quando chegou a ser anunciada novamente uma reedição, desta vez, da União da Ilha.. Novamente, não desfilou e foi novamente rebaixada para o Grupo III. Em seguida, a escola enrolou bandeira e sua razão social foi transferida para um novo bloco, fundado em Madureira, o GRBC Acadêmicos de Madureira.

## Carnavais
| 1999                  | 4ºlugar      | E       | Donana - Assombração na Ilha de São Luiz do Maranhão                                                         | Renato Cabral                   | [ 3 ]  |
| 2000                  | 8ºlugar      | D       | Oruan nas estações do mundo                                                                                  | Mauro Fernandez                 | [ 4 ]  |
| 2001                  | 6ºlugar      | D       | Guaraná, a bateria natural de energia no carnaval                                                            | Shinay Martins e Gilson Tavares | [ 5 ]  |
| 2002                  | 8ºlugar      | D       | Bola Preta - 84 Anos de resistência e glória. Quem não chora, não mama, a Infantes vem contar a sua História | Comissão de Carnaval            | [ 6 ]  |
| Não desfilou em 2003. |              |         | |                                 |        |
| 2004                  | 9ºlugar      | E       | Sorria, você está em Piedade, lugar de sambistas de verdade                                                  | Michele                         | [ 7 ]  |
| Não desfilou em 2005. |              |         | |                                 |        |
| 2006                  | 6º lugar     | E       | O bailado do mestre sala e da porta bandeira, Manuel Dionísio nossa bandeira                                 | Michele Dias                    | [ 8 ]  |
| 2007                  | 3ºlugar      | E       | Etâ cafezinho bom                                                                                            | Luiz Macedo                     | [ 9 ]  |
| 2008                  | 5ºlugar      | E       | Exaltação, vida e glórias de Xangô da Mangueira                                                              | Sereno Mattos                   | [ 10 ] |
| 2009                  | 5ºlugar      | RJ-4    | Nilópolis, A saga dos Imigrantes                                                                             | Luiz Macedo                     | [ 11 ] |
| 2010                  | 5° lugar     | RJ-4    | Anastácia - A escrava santa do Brasil                                                                        | Laerte Gulini                   | [ 12 ] |
| 2011                  | 12º lugar    | E       | Que Rei Sou Eu?                                                                                              | Laerte Gulini                   | [ 13 ] |
| 2012                  | Não desfilou | 1-Bloco | O Império do divino                                                                                          | Rodrigo Almeida e Denis Colares | [ 14 ] |
| 2013                  | Não desfilou | 2-Bloco | Abrakadabra, O despertar dos mágicos                                                                         | Róbson Goulart                  | [ 15 ] |

- Commons